# Circuito Prince George
O Circuito Prince George é um circuito localizado em East London, na África do Sul.
Aberto nos anos 30, antes da Segunda Guerra Mundial, foi usada como pista de testes das fábricas de pneus alemãs. Recebeu o GP da África do Sul de Fórmula 1 em 1962, 1963 e 1965.

## Vencedores de GPs de F1 em Prince George Circuit
| Ano               | Vencedor    | Equipe       | Resumo   |
| ----------------- | ----------- | ------------ | -------- |
| 1962              | Graham Hill | BRM          | Detalhes |
| 1963              | Jim Clark   | Lotus-Climax | Detalhes |
| Não houve em 1964 |             |              |          |
| 1965              | Jim Clark   | Lotus-Climax | Detalhes |